# Xã Fairview, Quận Monona, Iowa
Xã Fairview (tiếng Anh: Fairview Township) là một xã thuộc quận Monona, tiểu bang Iowa, Hoa Kỳ. Năm 2010, dân số của xã này là 136 người.